# Saúde no Chile
A saúde no Chile tem como seu principal estruturador o Sistema Nacional de Serviços de Saúde (Sistema Nacional de Servicios de Salud - SNSS), que compreende o Fundo Nacional de Saúde (Fundo Nacional de Salud - FONASA), braço público do sistema, e as Instituições de Saúde Previsional (Instituiciones de Salud Previsional - ISAPRE), seu braço privado. O SNSS é uma construção social, criado em 2 de julho de 1979 a partir dos existentes SNS e SERMENA, e busca centralizar e organizar os serviços de saúde prestados à população, pautado nos princípios de equidade, participação e solidariedade.   Muitas reformas ao longo dos anos foram necessárias para o desenrolar da atual situação de acesso e cobertura do sistema de saúde do Chile. Atualmente, há um sistema de saúde misto, com parte sob responsabilidade pública e parte do setor privado. Entretanto, ainda que o sistema tenha boa cobertura e qualidade, além de seus indicadores de saúde estarem acima da média regional , nota-se ainda diversos problemas que precisam ser revistos e solucionados.

## Breve Histórico
O sistema de saúde no Chile foi criado decorrente de um processo histórico longo, que acompanhou a formação do Chile como nação e como povo, estreitamente ligado à história e à cultura do chileno. O processo teve vários momentos distintos, caracterizados pelas suas diferenças de acordo com as políticas vigentes no pais e as diferentes formas de se entender saúde e gestão. 
Podemos traçar essa história desde meados do século XVI, com a existência de serviços beneficentes e filantrópicos de curanderia, desorganizados, na região, muitos com caráter religioso. Com o passar dos tempos essas organizações independentes foram ampliando-se e novos serviços, como hospitais gerais e serviços sanitários, foram criados, sendo ordenados por lei própria em 1886, com a promulgação do “Regulamento Orgânico da Junta de Beneficência”. No ano seguinte foi criada a “Junta Nacional de Salubridade”, com função de organizar todos os serviços prestados em prol da saúde, função esta assumida pelo “Conselho de Higiene Pública” criado em 1892. 
Logo no começo do século XX, foi possível notar medidas significativas do governo chileno com intenção de prover subsídios e auxílios aos menos favorecidos. Em 1917 se organizou um congresso nacional que uniu todas as instituições presentes no país de previdência, assistência e beneficência, no intuito de organizar e estruturar um sistema de previdência, culminando, em 1924, com a criação do “Ministério de Higiene, Assistência e Previsão”. Tal ministério criou, junto à lei 4.054, o “Seguro Obrigatório do Trabalhador” (Seguro Obrero Obligatorio), primeiro seguro factível destinado ao trabalhador chileno, e a “Caixa de Seguro Obreiro” (Caja de Seguro Obrero), com fundos destinados a despesas com enfermidades, invalidez, velhice e morte.   
Várias leis trabalhistas vieram a seguir: a “Lei de Medicina Preventiva” (1938), pioneira em seu gênero a nível nacional, a lei que criava o “Serviço Médico Nacional de Empregados (SERMENA)”, em 1942, que cobria os setores de empregados públicos e também particulares e a lei que criou o “Colégio Médico do Chile” 4, em 1948, que participou historicamente da formulação das políticas de saude. Foi um período curto, porém marcante no que tange a história da saúde pública e das leis trabalhistas chilenas, ao mesmo tempo que o mundo se encontrava em duros períodos de guerra, recessão e retrocesso em muitos aspectos.  
Em 1952 foi criado o “Serviço Nacional de Saude (SNS)”, que unificou diversos organismos públicos que prestavam serviços de saúde, cobrindo o setor em grande parte. As outras instituições seriam empresas públicas, entidades de assistência e previdência em universidades e instituições ligadas às forças policiais e militares. Os serviços de assistência privada tinham sua própria organização, independentes.   
A partir de 1964 se iniciaram reformas sociais que em saúde se destacaram por inversões em centros assistenciais, formação de pessoal e extensão da cobertura geográfica. A orientação política vigente na época teve grande influência nessa construção e na ampliação do SNS, junto à organização econômica e organizacional do país, orientando-se a fazer uma planificação central do sistema. Foi um período marcado pela liderança social e política de setores ligados à Medicina, com médicos na Presidência da República, no parlamento e outras entidades públicas.  

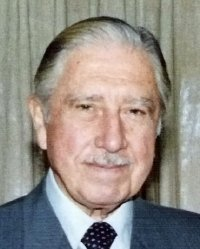
Augusto Pinochet

Tal cenário modificou-se drasticamente com o advento do Governo Militar e das reformas neoliberais ocorrentes entre 1973 e 1990 no Chile. As reformas do sistema global de saúde ocorridas nesse período refletiram as políticas econômicas gerais e sociais do governo militar, destacando as reformas neoliberais que subvalorizaram a importância do Estado no país e promoveram o setor privado. Houve uma diminuição significativa do gasto social e do financiamento do SNS entre 1973 e 1979, conservando-se a mesma organização e funcionamento prévio. Considerando a velocidade de crescimento anterior do SNS e o bom prognóstico de aumento da cobertura do Sistema para os menos favorecidos, nesse periodo o retrocesso foi evidente, gerando grande descontentamento público e insatisfação geral.   
Com intuito de melhorar a situação, foi criado em 1979 o Sistema Nacional de Serviços de Saúde, vigente até a atualidade, através da DL. 2.763/1979, tendo seu principal constituinte o Fundo Nacional de Saude (Fondo Nacional de Salud - FONASA), ente financeiro encarregado de receber, administrar e distibuir a receita estatal destinada à saúde no Chile. Com isso foi reestruturado o setor estatal de saúde, que junto à criação da Lei de Saúde (lei 15.469/1985) fixou as características do modelo de financiamento, previsão e atenção de saúde vigentes, destacando a liberdade de optar por alternativas públicas ou privadas na atenção à saúde e a contribuição proporcional ao sistema público. Também foi marcante, entre 1981 e 1986, a criação de iniciativas legais para criação das Instituições de Saúde Previdenciárias (Instituiciones de Salud Previsional - ISAPRE), ligadas ao setor privado e pagas somente com a contribuição de seus afiliados. Nesse período também foi importante a ampliação de cobertura de estabelecimentos de nível primário nas diversas municipalidades do Chile.  
No 11 de março de 1990 foi declarado o fim do regime militar chileno após a entrega do poder pelo General Pinochet ao presidente eleito democraticamente Patricio Aylwin. O período que se seguiu, conhecido como período dos governos de “Concertação”, assumiu a responsabilidade de administrar o sistema de saúde herdado e incrementá-lo, ampliando-o e o adequando à conjuntura política e à reforma do setor. As propostas de reforma baseiam-se em aspectos relevantes, como: as políticas e planos nacionais, econômicas e sociais; a busca de melhorar a gestão do setor público e incrementar o processo de descentralização; a busca de resolver a crise do setor público de saúde e buscar um balanço público/privado nesse setor misto; a adaptação do sistema às necessidades de saúde da população, resguardando os interesses dos diferentes grupos populacionais quanto ao acesso ao sistema.   
No governo atual, as prioridades de ação do SNSS foram consideradas, como foram historicamente, nos critérios de equidade, participação e solidariedade, mantendo basicamente as mesmas características de modelo, financiamento, organização e funcionamento nas quais foram estruturadas no período militar precedente. Em especial, foram mantidos o estipulado no regime de prestações e na Lei de Saúde, a configuração legal-normativa do SNSS, o financiamento fiscar ao sistema público, o modo de administração municipal e a aplicação do seguro de acidentes de trabalho e enfermidades profissionais. Entretanto, algumas mudanças centrais foram feitas, principalmente no que tange à nova legislação do ISAPRE (1990) e do Estatuto de Atenção Primária (1995).   

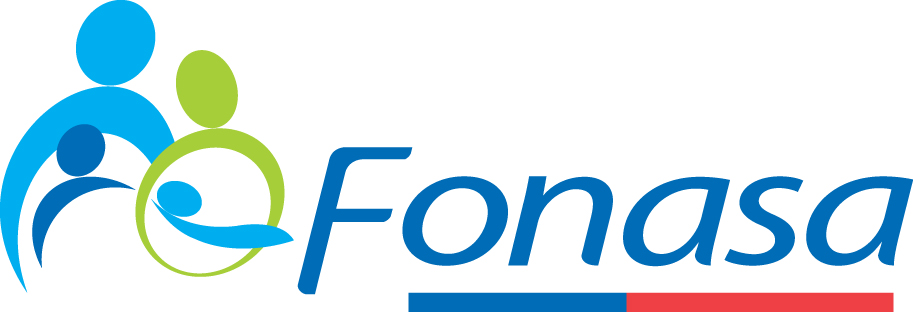
FONASA

Hoje podemos dizer que o sistema de saúde chileno é composto por todas as pessoas naturais e jurídicas, de direito público ou privado, que realizam ou contribuem para a execução das ações de promoção, proteção e recuperação da saúde e da reabilitação da pessoa enferma. O FONASA e o ISAPRE são os braços público e privado de um órgão central e organizado, o SNSS, que visa prover serviços de saúde de todos os tipos para a população chilena. Assim, com base nos princípios supracitados de equidade, participação e solidariedade, o Chile vem caminhando com passos largos no sentido de garantir aos mais e menos favorecidos o direito por uma Saúde de todos para todos.  

## Financiamento
O sistema de financiamento para a Saúde Pública do Chile funciona de tal forma que, desde o ano de 1986, os trabalhadores e pensionistas devem contribuir com 7% de sua renda - sendo isentos os pensionistas mais pobres – para o Fonasa (Fundo Nacional de Saúde). Os beneficiários poderão utilizar tanto os serviços de saúde pública quanto os serviços de saúde privada. 
Há, ainda, as “Instituiciones de Salud Previsional”, ou Isapre, que são intermediadoras financeiras dos planos de saúde e os usuários que contribuírem com a Isapre não precisarão contribuir com o sistema estatal. 
A proteção ofertada pelo Isapre dependerá da renda do trabalhador e do risco médico apresentado por ele, levando em conta a idade, sexo, história médica familiar, etc. O Isapre oferece menor tempo de espera para os serviços e o Fonasa, por outro lado, utiliza hospitais públicos de menor custo e pode incluir um pacote de benefícios mais amplo para o mesmo custo.
Cerca de 50% do financiamento da saúde pública provém da tributação de usuários, que irá para o Sistema Nacional de Serviços de Saúde (SNSS) e para o Fonasa para ajudar a cobrir as despesas. O Isapre cobre suas despesas utilizando apenas as contribuições dos usuários.

## Tipo de Acesso e Cobertura
Quatro linhas principais marcaram a evolução do sistema de saúde chileno, refletindo no tipo de acesso e cobertura encontrados no país nos dias de hoje: 1) Demanda social a fim de universalizar o atendimento estatal; 2) viés de classe estabelecido com a divisão entre empregados e operários; 3) déficit financeiro constante e insistente do setor; 4) e o não desenvolvimento da medicina empresarial privada.
A Constituição atual no Chile é de 1980 e a saúde está contemplada no seu Artigo 19 § 9 que diz: "O direito a proteção da saúde.O Estado protege a liberdade e igualdade de acesso às ações de promoção, proteção e recuperação saúde e reabilitação indivíduo. A ele corresponde ainda a coordenação e controle de ações relacionadas a saúde. Sendo dever do Estado garantir a implementação de ações de saúde, seja ela fornecida através de instituições públicas ou privadas, na forma e condições determinado por lei. Cada pessoa têm o direito de escolher o sistema de saúde o qual quer ser beneficiário, seja ele estatal ou privado". O Chile foi o primeiro país da América Latina a implantar o modelo beveridgeano (Universal).
O sistema de saúde chileno é misto, baseado no asseguramento, existindo um combinação público/privado, tanto no financiamento como no seu fornecimento: 
- Subsistema público: é chamado de Sistema Nacional de Serviços Saúde (SNSS) e é composto pelo Ministério da Saúde (Ministério da Saúde) e suas agências dependentes (29 serviços de saúde; Instituto Saúde Pública [ISP], a Central Abastecimento (Cenabast), o Fundo Nacional de Saúde (Fonasa) e do Superintendencia da Saúde que regula as seguradoras privadas (ISAPRE) e o seguro público (Fonasa).

- Subsistema privado: Composito pelas Instituições de Saúde e Pensão (ISAPRE), que são as seguradoras privadas, clínicas e centros médicos privados de prestação de serviços de saúde, laboratórios e farmácias.

- As Forças Armadas e da Polícia possuem, cada uma, uma rede de prestadores de complexidade variável regulados pelo Ministério da Defesa.
- A Saúde Ocupacional é gerenciada por um regime separado regido pelo Ministério do Trabalho com base em contribuições obrigatórias realizadas pelo "Mutuales Instituto de Normalización Previsional".

Cerca de 74% da população é filiado ao subsistema público (Fonasa), 17% pertencem ao ISAPRE, 2% pertence ao sistema de saúde das Forças Armadas e 7% da população são considerados "independentes", já que eles não estão ligados a qualquer sistema de saúde .  
A polarização político-ideológica do país demonstrou um futuro incerto ou mesmo bloqueado quanto a essas novas reformas que atendam objetivos de maior igualdade social na atenção à saúde. Isso porque a polarização se traduz em duas idealizações extremamente opostas para o setor: uma, de aprofundar a privatização aplicando a lógica lucrativa das ISAPRE no setor estatal; outra, que propõe retornar ao ideário de medicina social que encarnara o ex-SNS, com isso implicando atendimento estatal fundamentado em princípios de igualdade, universalidade, integralidade e participação. Entretanto, a busca por tais princípios é ainda algo a ser alcançado.
O serviço dos sistemas de saúde do país passou por mudanças ainda mais enfáticas desde o começo dos anos 2000, com objetivo de melhorar a eficiência e a qualidade de saúde, dando aos usuários um plano de saúde universal e um pacote de benefícios de saúde pública, além de serviços de saúde individuais. Tal reforma apoderou os cidadãos como titulares de direitos na área da saúde. Promoveu um fortalecimento na atenção primária, com ênfase na prevenção. Também identificou um conjunto de problemas de saúde para os quais determinou procedimentos e prazos estandardizados por doença. Com isso, estabeleceram-se garantias universais para os beneficiários, independentemente de estarem segurados no serviço público ou privados.   Essa reforma supracitada refere-se, principalmente, a uma lei que entrou em vigor em 2005, a lei  de Garantias Explícitas em Saúde (AUGE ou GES), que estabelece um plano de saúde obrigatório para as instituições prestadoras de saúde, independentemente do setor público ou privado. Dando garantias explícitas a respeito do acesso, oportunidade, qualidade dos cuidados e a proteção financeira da população para 69 patologias. Em caso de não cumprimento por parte da  Fonasa ou do ISAPRE, a lei estabelece queixas junto a Superintendencia da Saúde e outras instâncias.
Vale ainda salientar um estudo realizado pelo Ministério de Saúde do Chile e pelo Banco Mundial na qual se descobriu que no sistema público há um déficit de 1597 médicos especialistas de jornada completa de 44 horas. O mesmo documento assinala que faltam, pelo menos, 107 anestesistas, 62 médicos internos, 79 traumatologistas, 66 psiquiatras, 27 oftalmologistas, 33 especialistas em imagenologia, 144 pediatras e neonatologistas, 91 obstetras, 51 neurocirurgiões e 327 cirurgiões gerais, entre muitos outros. Para o médico Pablo Rodríguez, presidente do Colégio Médico do Chile (uma instituição que reúne e regula eticamente o trabalho dos médicos do país), “é indispensável gerar uma política de recursos humanos, dada a grave crise existente na saúde pública pela carência de especialistas médicos nos hospitais. Por isso, se queremos avançar com as listas de espera, temos que contar com um plano nacional de formação de especialistas para cumprir com esse objetivo. Isto porque ninguém estranha no país que uma simples operação de apendicite, por exemplo, deva esperar meses até se efetivar. Além de que, uma grande consequência decorrentes dos resultados desse estudo se dá nos problemas que afetam a integralidade e coordenação do cuidado aos pacientes do país, já que o déficit entre médicos especialistas está num patamar grave." 
                Em resumo, o sistema de saúde do Chile, embora tenha boa cobertura e qualidade, ainda passa por problemas que precisam ser solucionados e são apontadas necessidades como a de garantia de qualidade dos serviços prestados, a diminuição das desigualdades no asseguramento e a melhor organização dos planos de saúde, além da busca por uma cobertura integral.

## Gastos Privados e Públicos em Saúde

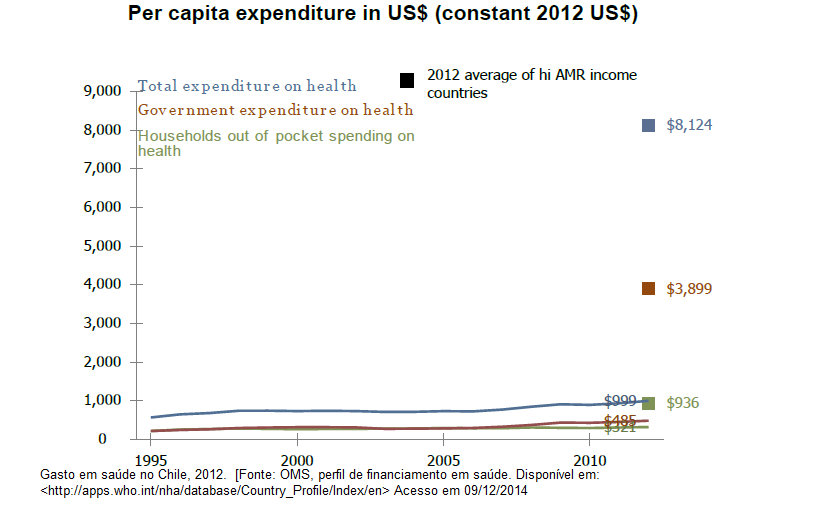

Em 2002, Chile gastou em torno de 5,8% do PIB em promoção e atenção em saúde, dessa fração aproximadamente 3% correspondia a gastos públicos, que cobriam aproximadamente 70% da população, e 2,8% correspondia ao gasto privado. No ano de 2007 o gasto em saúde subiu para 6,4% do PIB e para 7,5% em 2009. Em 2012 a porcentagem teve uma ligeira queda para 7,2% do PIB, sendo que 3,45% foi gasto no setor público e 3,75% no setor privado.
Cerca de metade do gasto público nessa época foi financiado pelas contribuições dos trabalhadores afiliados ao Fonasa (Fundo Nacional de Saúde) e a outra metade diretamente dos impostos. Já no gasto privado, aproximadamente 70% do dinheiro veio dos planos de saúde privados e 30% foi desembolsado diretamente pelos usuários.
Em 2014, o Chile foi classificado como o terceiro da América Latina, perdendo para México e Equador, e décimo sétimo do mundo em uso eficiente de recursos da saúde. 

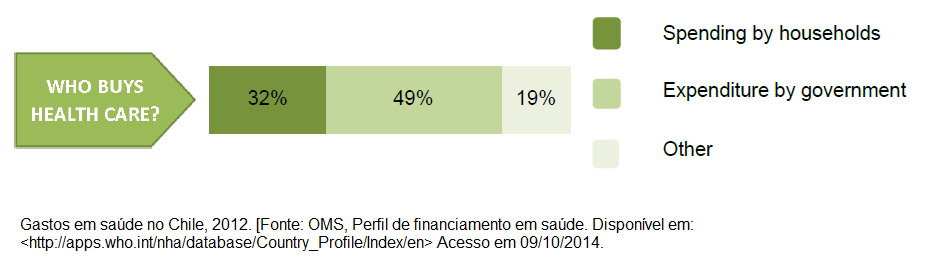

## Indicadores de saúde
Para analisar a evolução dos indicadores em saúde chilenos, precisa-se ter em mente as transições históricas que esse sistema passou. O antigo SNS contribuiu muito para melhorar os indicadores de saúde chilenos através de seus programas de prevenção e de atenção ao grupo materno infantil para a melhora desses parâmetros como a mortalidade infantil, em menores de um ano, que era de 99,5 a cada 1000 nascidos vivos em 1953 e passou a ser de 65,8 em 1973. Além disso, o Chile passou por uma acentuada melhora nos seus indicadores de saúde desde a década de 60 favorecido pelo aumento do acesso à água potável e rede de esgoto e também devido a expansão do sistema escolar. 
Segundo dados da Organização Mundial de Saúde (OMS) referente ao ano de 2012, o Chile possui um população aproximada de 17,5 milhões de pessoas, um PIB per capita de 21.310 dólares (a média global é de 12.018 dólares), e a maior expectativa de vida ao nascer da América do Sul: 80 anos (no Brasil é 74 anos, nos Estados Unidos da América, 79 anos e na França, 82 anos).  A taxa de fecundidade do Chile é de 1,8 filho por mulher, enquanto a média mundial é de 2,5. A taxa de mortalidade de menores de cinco anos a cada 1000 nascidos vivos no Chile (9 mortos a cada 1000 nascidos vivos) é menor que a média na América do Sul (15 mortos a cada mil nascidos vivos). Já a taxa de mortalidade de adultos, que é a probabilidade de morte entre 15 e 60 anos a cada 1000 habitantes, é de 110 para homens e 56 para mulheres, menor quando comparado com a média regional de 161 para homens e 89 para mulheres. Além disso, a taxa de mortalidade materna chilena é de 22 a cada 100 mil nascidos vivos, muito abaixo da taxa regional que é de 68 a cada 100 mil nascidos vivos. Com relação a prevalência de HIV no Chile nota-se que também é abaixo da média regional, sendo de 222 a cada 100 mil nascidos vivos no Chile e 315 a média regional. Já a prevalência da tuberculose é de 21 a cada 100 mil habitantes e, novamente, menor que a média regional que é 40 a cada 100 mil habitantes. Ainda segundo o mesmo perfil de saúde feito pela OMS a distribuição das causas de morte de crianças menores de cinco anos é: 37% por anomalias congênitas, 27% devido a prematuridade, 8% por injúria, 6% por causa de infecções respiratórias agudas, 4% por asfixia, 3% por sepsis neonatal e 15% por outras causas. 
A principal causa de enfermidades no Chile em 2011 são doenças do sistema circulatório (27,10 %), seguido de tumores (25,88%). O total de consultas médicas do SNSS em 2013 foi de 42.985.305 consultas e, destas, aproximadamente 16 milhões realizadas na atenção primária, 7 milhões na atenção secundária e 19,5 milhões na atenção de urgências. 

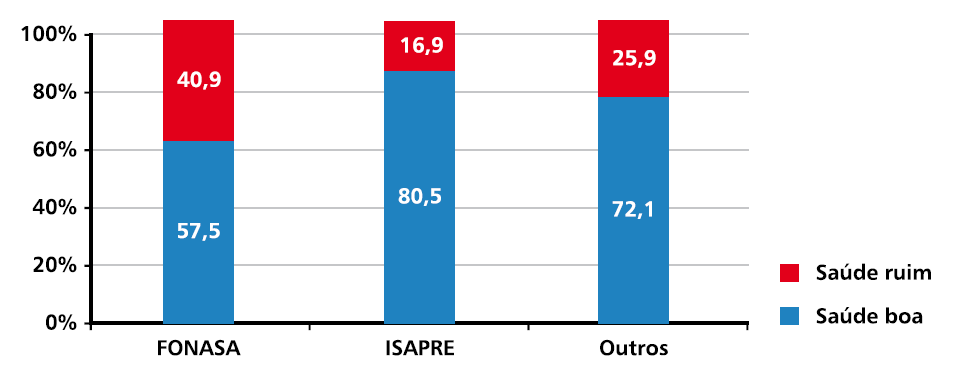
Autopercepção de saúde da população segundo sistema, 2003

## Avaliação pela população
Os beneficiários do FONASA, comparados com o ISAPRE, se declararam, em maior proporção, gozar de saúde ruim: 40,9% versus 16,9%. Desse modo, percebe-se que o grupo com poder aquisitivo maior, maioria do setor privado, possui sensação de melhor atendimento. É necessário observar que as pessoas que declararam pior saúde são as maiores de 65 anos, as mais pobres e com menor escolaridade, justamente as cobertas pelo sistema público. 